# Von Dutch (canção)
"Von Dutch" (estilizado em maiúsculo e minúsculo) é uma canção da cantora inglesa Charli XCX, lançada em 29 de fevereiro de 2024 pela Atlantic Records, como o primeiro single de seu sexto álbum de estúdio, Brat (2024).

## Antecedentes e composição
Charli mostrou uma teaser da música em suas páginas de mídia social antes de fazer vídeos no TikTok apresentando um trecho de 20 segundos do refrão. Um desses vídeos apresentava a cantora americana Addison Rae, com quem Charli colaborou em sua faixa de 2023 "2 Die 4".
A música foi escrita exclusivamente por Aitchison e produzida por Easyfun, que também produziu "Speed Drive" para a trilha sonora da Barbie e trabalhou em várias faixas de sua mixtape Pop 2, de 2017. É um retrocesso à adolescência de Charli, quando ela estava no MySpace e "começou a pensar que [seu] gosto era legal". A letra da canção versa sobre Charli ser um objeto de fofoca ou obsessão e apresenta a própria "cantando sobre uma batida electropop estridente ancorada em um sintetizador".

## Recepção crítica
Antes de seu lançamento, Shaad D'Souza, do The Face, chamou a canção de "uma introdução perfeita ao seu novo modo ácido e livre ... a música toca como tweets de bravura disparados após uma taça de champanhe". A Pitchfork a nomeou como "Melhor Nova Faixa", com Anna Gaca descrevendo-a como "feita de hélio e hidráulica,... com o coração no clube e a bunda em uma Harley ... outro capítulo na alegre paródia participativa da cultura das celebridades da cantora-produtora". Gio Santiago do Resident Advisor deu à faixa o selo "RA Recomenda", observando que "Von Dutch" é um retorno verdadeiro e caótico à forma ... uma explosão superalimentada de dance pop, club e electroclash". Kyle Denis da Billboard, caracterizou a música como "deliciosamente indisciplinada".

## Vídeo musical
O vídeo foi lançado juntamente com a música. O vídeo foi dirigido por Torso e gravado na França, no Aeroporto Charles de Gaulle, em Paris. O vídeo é retratado do ponto de vista de um paparazzo perseguindo Charli pelo aeroporto e através de um Airbus A380. Ela empurra o cinegrafista escada abaixo do avião, luta com ele dentro da cabine e então pula da asa do avião para um carrinho de bagagem. O vídeo termina com Charli deitada em uma esteira transportadora de bagagem, olhando profundamente para a câmera.

## Remix de Addison Rae e AG Cook
Em 22 de março de 2024, Charli lançou um remix que contou com as contribuições vocais adicionais de Rae e produção atualizada do produtor inglês e colaborador de longa data de XCX, AG Cook. O remix marcou a segunda vez que XCX e Rae colaboraram, depois de "2 Die 4". Flisadam Pointer da Uproxx descreveu o remix como um "frenesi fuzz" "indutor de suor das melhores sensibilidades eletrônicas e pop de Charli repleto de referências nostálgicas", enquanto Tyler Damara Kelly, do The Line of Best Fit, descreveu a produção de Cook como "idiossincrática".

## Faixas e formatos
| - Download digital / streaming 1. "Von Dutch" — 2:44 - The Von Dutch Remix with Addison Rae and A. G. Cook 1. "The Von Dutch Remix with Addison Rae and A. G. Cook" — 2:37 - USB 1. "Von Dutch" — 2:44 2. "The Von Dutch Remix with Addison Rae and A. G. Cook" — 2:37 3. "Edit" — 3:40 4. "Voice Note to Addison 20231108" — 1:39 | - Vinil de 7" Lado A 1. "Von Dutch" — 2:44 2. "The Von Dutch Remix with Addison Rae and A. G. Cook" — 2:37 Lado B 1. "??????" — 3:40 - The Von Dutch Remix with Skream and Benga 1. "The Von Dutch Remix with Skream and Benga" — 4:41 |

## Créditos e pessoal
Créditos da música adaptados do Tidal.
- Charlotte Aitchison — vocais, compositora
- Finn Keane — produtor
- Randy Merrill — engenheiro de masterização
- Tonm Norris — engenheiro de mixagem
- Ashley Jacobson — engenheira vocal

## Desempenho nas tabelas musicais
| Tabela musical (2024)                       | Melhor posição |
| ------------------------------------------- | -------------- |
| Estados Unidos (Hot Dance/Electronic Songs) | 7              |
| Irlanda (IRMA)                              | 34             |
| Nova Zelândia (RMNZ)                        | 6              |
| Reino Unido (UK Singles Chart)              | 26             |

| Tabela musical (2024) | Melhor posição |
| --------------------- | -------------- |
| Nova Zelândia (RMNZ)  | 25             |

## Histórico de lançamento
| Região | Data                    | Formato                    | Versão                                    | Gravadora | Ref.          |
| ------ | ----------------------- | -------------------------- | ----------------------------------------- | --------- | ------------- |
| Várias | 29 de fevereiro de 2024 | Download digital streaming | Original                                  | Atlantic  | [ 17 ] [ 18 ] |
| Itália | 1 de março de 2024      | Rádios mainstream          | Original                                  | Warner    | [ 33 ]        |
| Várias | 15 de março de 2024     | Vinil de 7 polegadas       | Original Addison Rae and A. G. Cook remix | Atlantic  | [ 23 ]        |
| Várias | 22 de março de 2024     | USB                        | Original Addison Rae and A. G. Cook remix | Atlantic  | [ 21 ]        |
| Várias | 22 de março de 2024     | Download digital streaming | Addison Rae and A. G. Cook remix          | Atlantic  | [ 19 ] [ 20 ] |
| Várias | 8 de abril de 2024      | Download digital streaming | Skream and Benga remix                    | Atlantic  | [ 25 ] [ 26 ] |